# 高階信順
高階 信順（たかしな の のぶのり/さねのぶ、生年不詳 - 長保3年6月29日〈1001年7月22日〉）は、平安時代中期の貴族。従二位・高階成忠の子。官位は従四位下・左中弁。

## 経歴
円融朝にて、文章得業生を経て、貞元3年（978年）大和掾に任ぜられる。
一条朝の正暦元年（990年）妹・貴子の夫である藤原道隆が関白に就任するのと前後して右少弁に任ぜられると、五位蔵人や右衛門権佐（検非違使佐を兼ねて三事兼帯となったかは不明）のほか、春宮・居貞親王（のち三条天皇）の東宮学士を兼ねた。
正暦6年（995年）正月に従四位下に叙せられるが、同年4月に道隆が没する。翌長徳2年（996年）4月に長徳の変が発生すると、信順も連座して伊豆権守に左遷される。同じく大宰権帥への左遷となった藤原伊周が配所の大宰府に下らず妹の中宮・藤原定子がいる中宮御所に逃げこみ検非違使らの捜索を受けた際、同じく身を隠していた信順らも追捕された。その後、信順は病気を理由に配所への移送を拒むが、結局同年冬に伊豆国に移された。
その後、伊周・隆家兄弟と同様に信順も短期間で赦されたらしく、長徳4年（998年）には権左中弁から左中弁に昇任している。長保3年（1001年）6月28日に出家し、翌29日に卒去。

## 勅命改竄未遂事件
長徳元年（995年）3月9日、一条天皇は藤原伊周に関白代行を命じた。しかしこれは当時の関白・藤原道隆の病の間に限っての話だったが、恒久的なものに改められそうになった。この改竄を命じたのは中原致時・小槻奉親であり、この中原らに圧力をかけて勅命を改竄させようとした人物が高階信順、高階助順、高階明順、高階道順らである。彼らは伊周の外伯叔父である。

## 官歴
- 時期不詳：文章得業生
- 貞元3年（978年） 10月：大和掾[5]
- 天元5年（982年） 4月28日：献策[6]
- 寛和2年（986年） 日付不詳：学士侍読[7]
- 正暦元年（990年） 8月20日：右少弁[7]
- 正暦3年（992年） 10月14日：見右少弁右衛門権佐東宮学士周防権守[8]
- 時期不詳：正五位下
- 正暦4年（993年） 11月15日：五位蔵人[9]
- 正暦6年（995年） 正月7日：従四位下（叙留）[10]。9月：辞右衛門権佐[10]。日付不詳：右中弁[11]
- 長徳2年（996年） 日付不詳：権左中弁[11]。4月24日：伊豆権守（長徳の変）[12]
- 長徳4年（998年） 10月23日：左中弁[11]
- 長保3年（1001年） 6月28日：出家[11]。6月29日：卒去[13]